# BMW・V12 LM
BMW・V12 LMとは、1998年ル・マン24時間レース参戦用にBMWとウィリアムズが開発したプロトタイプレーシングカーである。

## 概要
マクラーレンは、1995年に自社のスーパーカーのレース仕様、マクラーレン・F1 GTRでBPRグローバルGTシリーズや、ル・マン24時間レースに参戦した。このマクラーレン・F1 GTRに搭載されていたエンジンが、BMWモータースポーツによって開発されたBMW6.0リットルV12気筒 BMW S70/2型エンジンである。この年、マクラーレン・F1 GTRはル・マンを制覇している。翌1996年にはBMW自身のワークスチームとしてビガッツィ・チームがル・マンにエントリーしている。しかしこの年ポルシェが投入した純レース仕様と言えるポルシェ・911 GT1の前に苦戦し、最高位が4位に留まった。1997年、BMWはエボリューションモデル、マクラーレン・F1 GTR-LMでワークスチームとしてシュニッツァーをFIA GT選手権及びル・マン24時間に参戦させるも、セミプロトタイプとも言えるメルセデス・ベンツ・CLK-GTRやポルシェ・911 GT1の前には苦戦することとなる。
1998年、BMWはそれまでのマクラーレンのGTマシンでなく、オープントップ・プロトタイプマシンのLMP1を開発する。このマシンがBMW・V12 LMである。エンジンはマクラーレン・F1と同じ6.0リットルV12気筒BMW S70/2型である。シャシーは、後にF1に於いてパートナーシップを結ぶことになるウィリアムズによって開発された。マシンのノーズに、BMWのアイデンティティーともいえる、キドニーグリルをモチーフとしたエンブレムを配しているのが、エクステリア上の特徴となっている。

## 戦績
デビュー戦は1998年ル・マン24時間。この年はBMWの他、メルセデス、ポルシェ、トヨタ、日産と5つものファクトリーチームが揃う大激戦となった。BMW・V12 LMは6番手、12番手で予選をクリアした。決勝では原因不明のバイブレーションに苦しめられ（後にF1用のホイールハブベアリングの焼き付きが原因と判明）、2台揃って早々にリタイヤする。
このV12 LMをベースに翌年、BMWとウィリアムズはエボリューションモデルV12 LMRを開発し、ル・マンを制覇することとなる。
尚V12 LMは1999年シーズン、トーマス・ブシャーと、チーム郷に売却された。トーマス・ブシャーはデビッド・プライス・レーシングとジョイントし、ル・マン24時間と、アメリカン・ル・マン・シリーズに参戦し、ル・マンでは総合5位に入賞している。スポーツカー・レーシング・ワールドカップ（SRWC）ニュルブルクリンクでは4位に入賞している。チーム郷もこの年のル・マンにエントリーしたがリタイヤに終わっている。チーム郷はこの他、10月に行われたル・マン富士1000kmに参戦し、日産・R391、トヨタ・TS020に次ぐ3位に入賞している。